# Gallinule poule-d'eau
Gallinula chloropus
« Poule d'eau » redirige ici. Pour les autres significations, voir Poule d'eau (homonymie).
Espèce
Répartition géographique
- zones de reproduction
- habitat permanent
- habitat d'été
- Population probablement éteinte

Statut de conservation UICN

 LC  : Préoccupation mineure
La Gallinule poule-d'eau (Gallinula chloropus) ou plus simplement Poule d'eau, est une espèce d'oiseaux appartenant à l'ordre des Gruiformes et à la famille des Rallidae. Comme ces derniers, la poule d’eau est capable de voler. Elle est très fréquente dans les étangs et les mares, ainsi que dans les cours d'eau où la végétation est suffisamment dense.

## Caractéristiques
Cet oiseau mesure 32 à 35 cm de longueur pour une envergure de 50 à 55 cm et une masse de 260 à 400 g.
Elle se reconnaît facilement à son bec rouge à extrémité jaune (une anomalie pigmentaire pour un bec entièrement jaune). Son plumage va du bleu foncé au noir, avec des ailes brunes et une tache blanche de part et d'autre du croupion.
Ses pattes sont vert-jaune et ne sont pas palmées.
Elle est souvent confondue par le public avec la foulque.

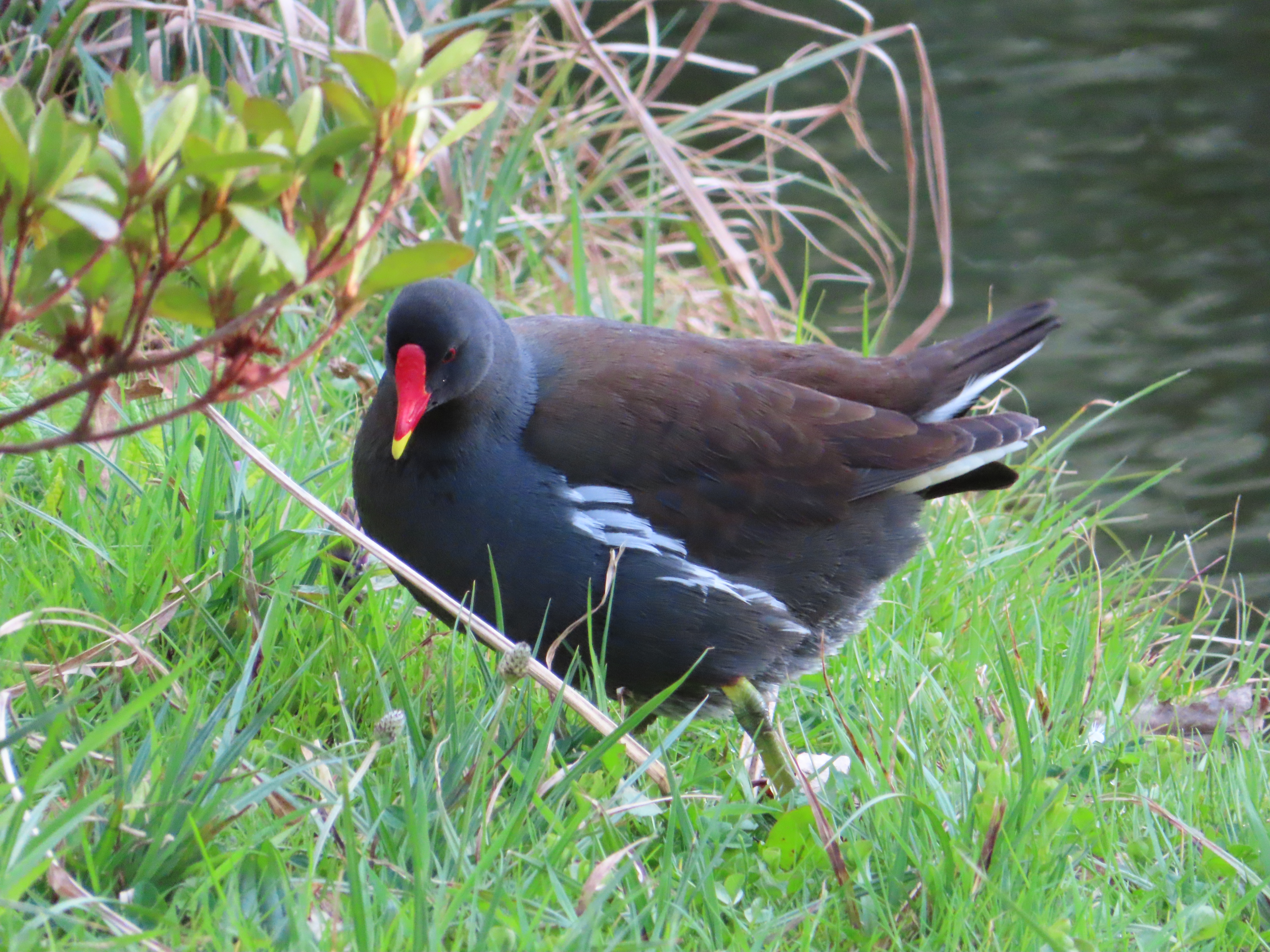
Gallinule poule-d'eau vue au Plessis-Robinson, Île-de-France (France).
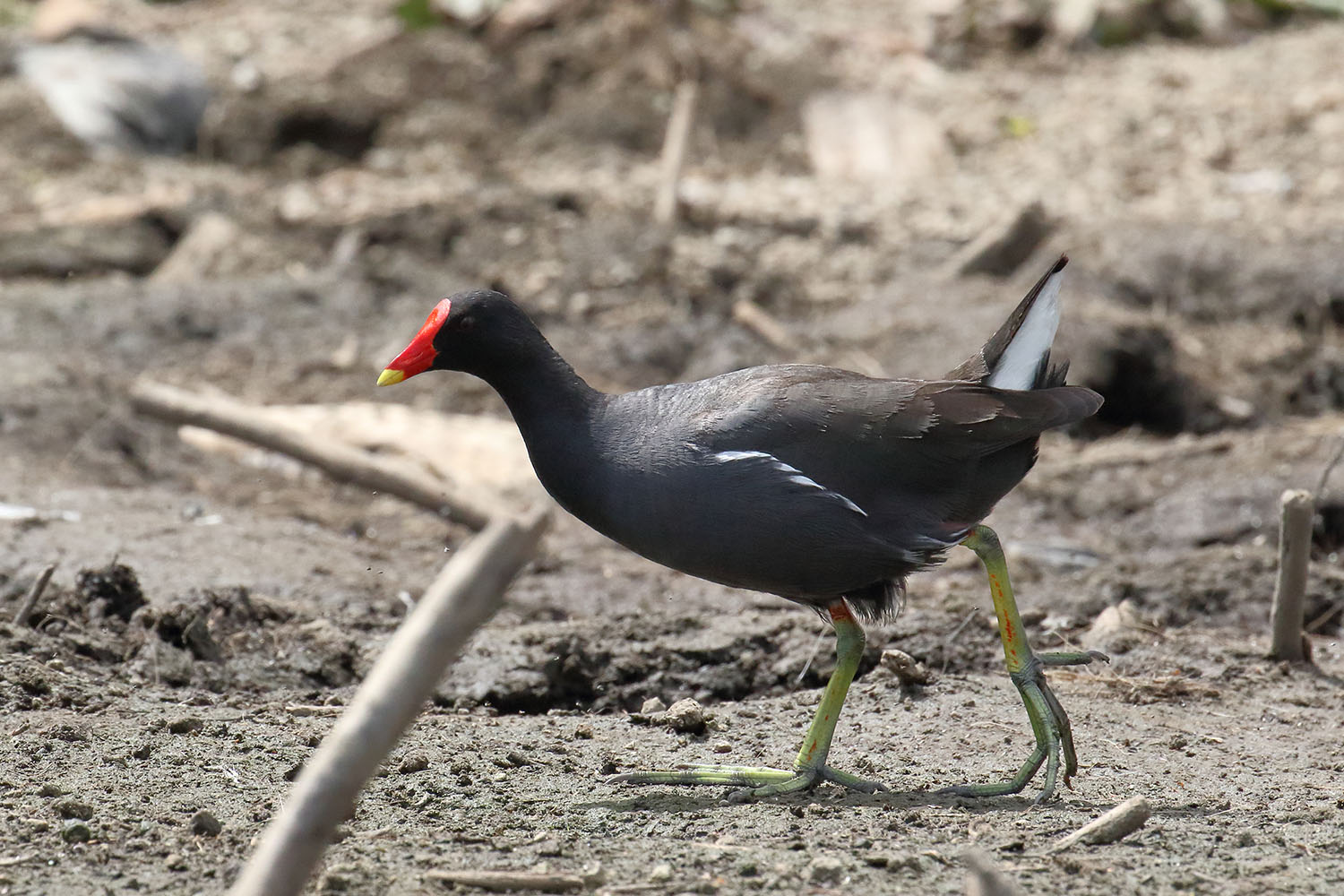
Gallinule poule-d'eau vue à Bastia, jardin du Fango, Corse (France).
- Gallinule poule-d'eau (Naivasha, Kenya).
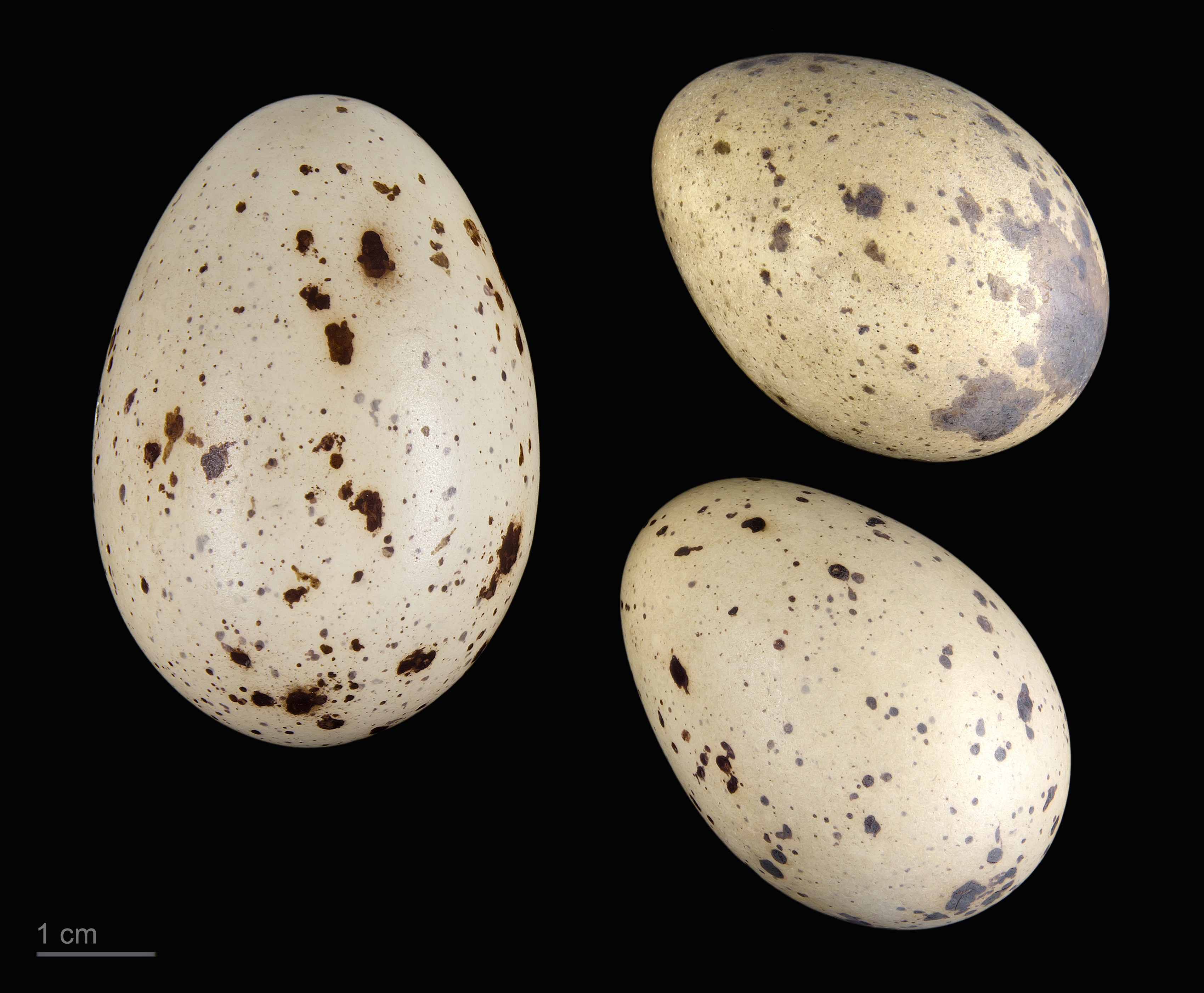
Œufs de Gallinula chloropus - MHNT.

## Comportement

### Alimentation
La Gallinule poule-d'eau a un régime alimentaire omnivore.
Elle mange des insectes et de petits animaux aquatiques[Lesquels ?] ainsi que des herbes, des graines et des baies.
Elle plonge rarement pour se nourrir mais n'hésite pas à chercher sa nourriture sur la berge.

### Reproduction
Cet oiseau construit un nid en forme de bol avec des roseaux et des tiges dans les feuillages au bord de l'eau et défend jalousement son territoire, surtout en période de reproduction. Le mâle et la femelle, une fois le couple formé, restent fidèles jusqu'à la mort de l'un ou de l'autre. Les femelles peuvent pondre dans le nid d'une autre et les adultes peuvent adopter ou enlever les poussins d'autres femelles pour les élever. Les petits sont élevés par les deux parents.

Un couple de poules d'eau peut avoir jusqu'à quatre couvées chaque année, de mai à septembre. Les jeunes de la première couvée aident leurs parents à élever ceux de la seconde. Les poussins ont une zone de peau rouge sur la tête ; ils sont nourris par les parents jusqu'à ce qu'ils apprennent à trouver leur nourriture seuls, soit environ deux semaines.

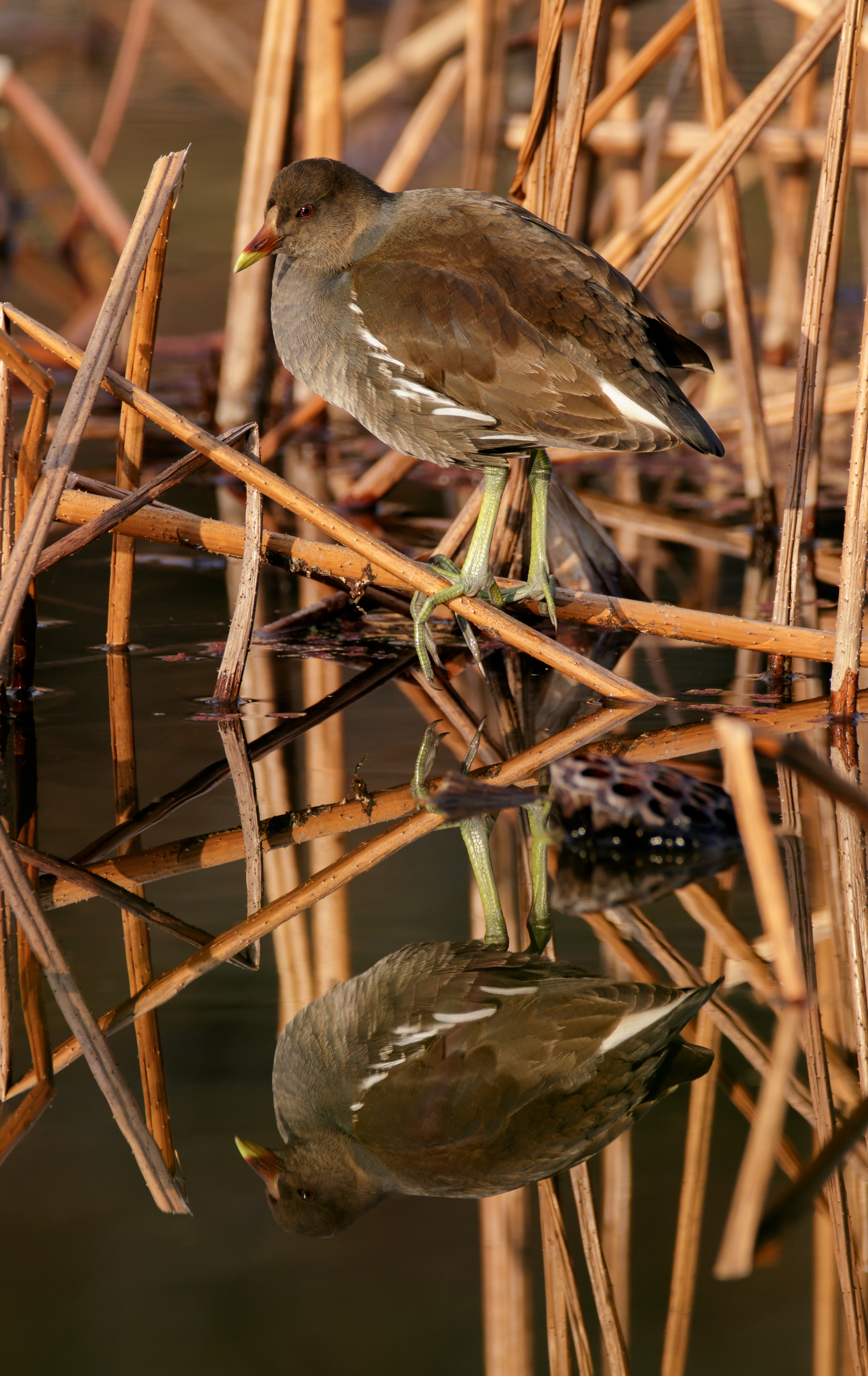
Une poule d'eau à Osaka.

### Voix
Cris soudains, brefs, métalliques ou roulés ("krrou"), poussés à couvert[réf. souhaitée].

## Habitat et répartition
C'est un oiseau commun, parfois familier sur les mares des villes et des villages.
L'aire de répartition de cette espèce est très vaste, couvrant l'Eurasie et l'Afrique y compris la région malgache, l'Asie du Sud et certaines îles du Pacifique (voir les sous-espèces pour plus de précisions). La Gallinule d'Amérique, présente dans le Nouveau Monde, est parfois considérée comme une sous-espèce mais plus souvent comme une espèce proche mais distincte.

## Systématique
Le nom valide complet (avec auteur) de ce taxon est Gallinula chloropus (Linnaeus, 1758).
L'espèce a été initialement classée dans le genre Fulica sous le protonyme Fulica chloropus Linnaeus, 1758.
Gallinula chloropus a pour synonymes :
- Fulica chloropus Linnaeus, 1758
- Fulica spec Linnaeus, 1758
- Gallinula brodkorbi (McCoy, 1963)
- Gallinula chloropus subsp. brodkorbi (McCoy, 1963)
- Gallinula ochropus (Linnaeus, 1758)

### Sous-espèces
Cet oiseau est représenté par cinq sous-espèces :
- Gallinula chloropus chloropus (Linnaeus, 1758)

Europe (voir carte), Russie, Afrique du nord, Proche-Orient.
- Gallinula chloropus meridionalis  (C.L. Brehm, 1831)

Afrique subsaharienne et île Sainte-Hélène
- Gallinula chloropus pyrrhorrhoa A. Newton, 1861

Région malgache : Madagascar, Maurice et La Réunion.
- Gallinula chloropus orientalis Horsfield 1821

Afrique sub-saharienne et région malaise et Philippines.
- Gallinula chloropus guami Hartert, 1917

Endémique de l'archipel des Mariannes.

## L'animal et l'homme

### Noms vernaculaires
La poule d'eau est un oiseau relativement peu farouche lorsqu'elle n'est pas pourchassée, et on peut donc l'observer assez facilement, même en ville où elle fréquente canaux et plans d'eau des jardins publics. Ceci lui a valu, contrairement à des espèces plus discrètes, de recevoir un nom vernaculaire dans la plupart des langues parlées dans son aire de répartition. Les Japonais l'appellent ban (バン), les Malgaches aretaka et les Britanniques common moorhen ou swamp chicken. Elle se nomme mandar batu en indonésien, debar aux Palaos et ghjallinaccia en corse, tait en estonien, khokhonoka en sotho et gallozz iswed en maltais.

### Philatélie
Cet oiseau est représenté sur plus de vingt timbres, en particulier par les autorités postales de la région caraïbe et de plusieurs pays européens.